# Австралийская, Новозеландская и Филиппинская митрополия
Австрали́йская, Новозела́ндская и Филиппи́нская митро́полия (англ. Antiochian Orthodox Christian Archdiocese of Australia, New Zealand and the Philippines) — епархия Антиохийской православной церкви на территории Австралии, Новой Зеландии и Филиппин.

## История
Первая волна сирийской и ливанской иммиграции пришлась на 1880—1890-х годы, они селились в восточных штатах Австралии. Первыми местами, где православные арабы собирались на молитву, были Сидней и Мельбурн. Общины окормлял грекоговорящий священник, который также говорил на арабском и, иногда, на русском. Антиохийская православные верующие приняли участие в строительстве как храм Святой Троицы в Сиднее и храм Благовещения в Мельбурне.
Из-за непризнания избрания на Антиохийский Патриарший престол араба Мелетия II в 1899 году со стороны прочих греческих Патриархатов, и решения Константинопольского Патриархата подчинить приходы в диаспоре Элладской Церкви с проведением богослужений исключительно на греческом языке, эти церкви были фактически закрыты для православных арабов.
Тем не менее, православные арабы не отказались от своего языка и культуры, а также основали два антиохийских православных прихода в Австралии Свято-Георгиевский в Сиднее и храм святителя Николая в Мельбурне, а также Михайловский в Данидине, в Новой Зеландии. Эти церкви, основанные в 1920-е — 1930-е годы были единственными Антиохийская православные приходы в Австралии в течение всего периода существования Патриаршего экзархата в Австралии и Новой Зеландии.
В 1969 году Антиохийский Патриархат послал архимандрита Джибрана (Рамлави) в Австралию в качестве Патриаршего Экзарха. По его рекомендации была создана Патриаршее викариатство Австралии и Новой Зеландии, а архимандрит Джебран был избран Патриаршим викарием. Вскоре после его прибытия были созданы ещё два прихода — Святого Николая в Панчболе и приход Святого Георгия в Трорнбери (последний возник из за напряжённости между разными волнами эмигрантов).
В 1980-е годы наметился некоторый рост числа приходов. В 1985 году был создан приход в Мэйз-Хилле, Новый Южный Уэльс. В 1989 году создан первый приходской комитет церкви в Брисбене, Квинсленд. В середине 1990-х начались первые случаи перехода англикан в Антиохийскую Православную церковь, причиной чему явились либеральные реформы в Англиканской Церкви в Австралии, в частности решение рукополагать женщин. В итоге в было принято 4 прихода, монастырь и пять священников.
В 1999 году епископ Джебран скончался, после чего Священный Синод Антиохийской православной церкви, образовал Митрополию Австралии и Новой Зеландии, правящим архиереем которой был назначен архимандрит Павел (Салиба). Его правление было отмечено стремительным ростом числа приходов, духовенства и введение английского языка при служении Божественной литургии в возглавляемой им епархии. Так на момент его интронизации в конце 1999 года насчитывалось 10 приходов, а уже через 8 лет — в конце 2007 года — насчитывалось 34 прихода или миссии и 1 монастырь (в том числе три на англоязычных прихода в Сиднее, Мельбурне и Голд-Косте), на которых несли служение в общей сложности 42 священнослужителя, в том числе два университетских капелланов в Мельбурне и первый Православная военный священник в Австралии.
В 2008 году в юрисдикцию митрополии были приняты две неканонические юрисдикции на Филиппинах, насчитывавшие более 30 религиозных лидеров и 32 церквей и приблизительно 6000 верующих. При этом были образованы два викариатства (благочиния) в Давао и Маниле, по одному для каждой бывшей юрисдикции. В связи с этим название епархии была изменена на Австралийскую, Новозеландскую и Филиппинскую.
Появление приходов Антиохийской православной церкви на Филиппинах вызвало резкое осуждение со стороны митрополита Гонконгского Нектария (Цилиса), который отлучил от причастия всех мирян, которые перешли из Константинопольского Патриархата в Антиохийский и запретил своим клирикам и прихожанам общаться с антиохийскими. При этом митрополит Нектарий исходил из распространённой в Константинопольском патриархате идеи, что вся православная диаспора должна подчиняться Константинопольскому Патриархату.
В середине 2010 года миссия в Давао была принята в РПЦЗ, будучи подчинённой Петрокскому монастырю, который в 2013 году покинул РПЦЗ.

## Епископы
Патриаршее викариатство Австралии и Новой Зеландии
- Гавриил (Рамлауи) (17 октября 1969 — 16 января 1999)

Австралийская, Новозеландская и Филиппинская митрополия
- Павел (Салиба) (10 октября 1999 — 1 июля 2017)
- Василий (Кодсие) (с 19 ноября 2017 года)